# Rudolf Uher
Rudolf Uher (ur. 19 września 1913 w Lubinie, zm. 27 sierpnia 1987 w Bratysławie  ) – słowacki rzeźbiarz.

## Życiorys

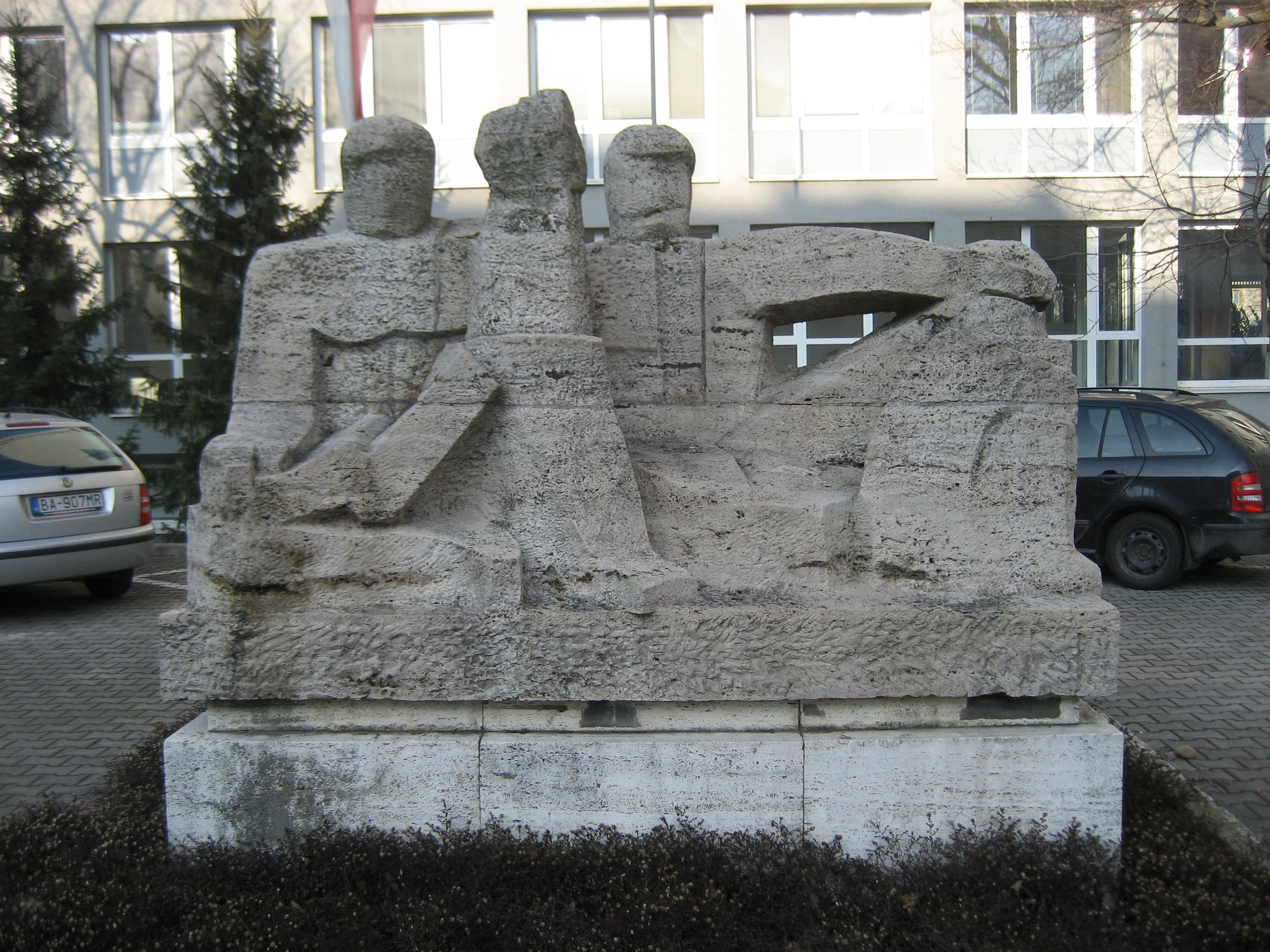
Rzeźba Rodzina, Bratysława

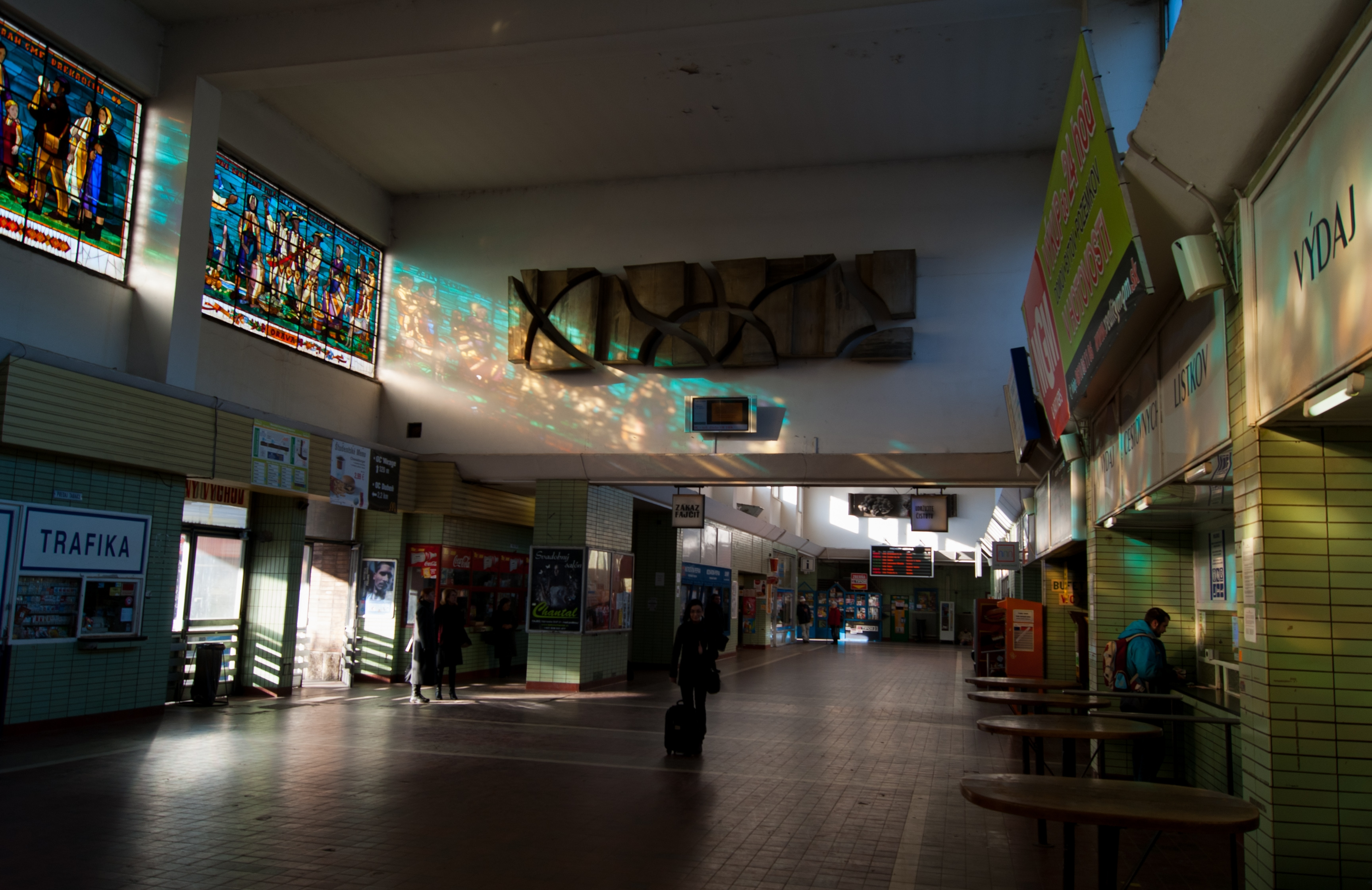
Płaskorzeźba Uhera na dworcu w Żylinie

Rudolf Uher urodził się w Lubinie koło Trenczyna w 1913 roku, w wielodzietnej rodzinie robotniczej. W latach 1927–1929 uczył się w Trenczynie, następnie przez trzy lata chodził do średniej szkoły pedagogicznej w Preszowie. Dzięki stypendium Alice Masarykovej, ukończył szkołę w Modrej i zdał maturę w 1935 roku . Uczył matematyki, rysunku i geometrii w różnych szkołach, z przerwą na służbę wojskową w latach 1936–1938. W 1939 roku ożenił się z Márią Schlosserovą, tego samego roku został zmobilizowany na dwa miesiące do wojska. Podczas wojny Uher studiował na wydziale malarstwa i rzeźby na nowo powstałej uczelni technicznej w Bratysławie i utrzymywał się z nauczania w szkole. W 1945 roku urodził się jego syn Michal, a trzy lata później córka Eva Dorota .
W 1946 roku odbyła się pierwsza wystawa indywidualna Uhera w Bratysławie. Uher wyjechał na krótki pobyt studyjny do Paryża i zapisał się do partii komunistycznej. Tego samego roku dołączył do Grupy artystów wizualnych „29. sierpnia”, z którą wystawiał w Czechosłowacji. W 1952 roku przestał uczyć. W latach 50. odbył podróże studyjne do Jugosławii i Rosji. Brał udział w licznych wystawach zbiorowych w kraju .

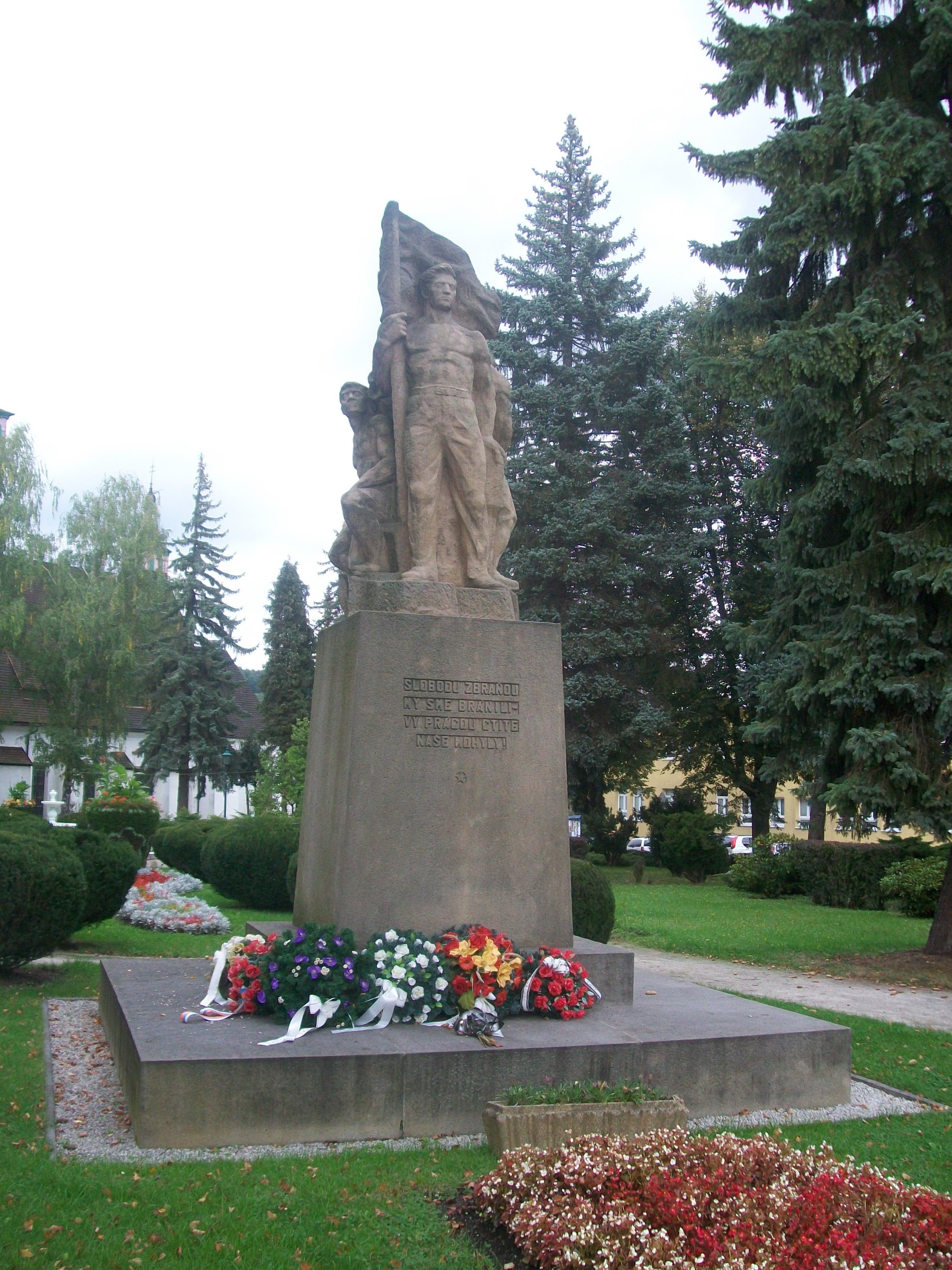
Pomnik ku czci poległych w słowackim powstaniu narodowym, odsłonięty w 1959 roku

W 1966 roku Uher został wyróżniony nagrodą im. Cypriána Majerníka. Jego rzeźby zostały pokazane za granicą w ramach międzynarodowej wystawy współczesnej rzeźby w Muzeum Rodina Paryżu, wystawy zbiorowej w Tokio i na XXXII Biennale w Wenecji. Tego roku jego prace pojawiły się także w pawilonie wystawowym w Krakowie. Rok później rzeźba Uhera została wystawiona w czechosłowackim pawilonem na Expo w Montrealu. Dzięki temu Uher odwiedził Kanadę i Stany, oraz spotkał się po raz pierwszy od lat ze swoją siostrą, która żyła od dawna na emigracji. W 1970 roku kolejna jego praca została pokazana na Expo (Osaka) .
Na początku lat 70. kariera Uhera załamała się ze względów politycznych. W 1971 roku, pomimo zakazu, Uher wziął udział w sympozjum rzeźbiarskim w Burlington, na zaproszenie siostry. Kolejny rok przesądził o jego przyszłości: Uher dostał wtedy karę trzeciego stopnia partii komunistycznej (była to kara z przestrogą), a Związek Słowackich Artystów Plastyków wstrzymał jego członkostwo i ograniczył możliwość udziału w wystawach. We wrześniu kolejnego roku Uher przeżył udar mózgu, do końca życia miał sparaliżowaną prawą stronę ciała. Z czasem nauczył się pracować lewą ręką. W 1975 roku wycofano dwie rzeźby Uhera z przestrzeni publicznej osiedla Štrkovec w Bratysławie  .
Od 1976 roku tworzył rzeźby z gliny, które wykańczali jego syn Michal i ceramik Juraj Marth. Zmarł 27 sierpnia 1987 roku w Bratysławie .

## Wybrane wystawy

### Własne
- 1946 Rzeźby i rysunki, Bratysława
- 1957 Rzeźby, Bratysława
- 1960 Rzeźby i rysunki, Brno
- 1961 Rzeźby i obrazy, Berlin
- 1966 Rzeźby i rysunki, Praga
- 1966 Rzeźby i rysunki, Kair
- 1967 Rzeźby, Bratysława
- 1969 Obrazy i rzeźby, Praga
- 1970 Rzeźby, Brno
- 1982 Rzeźbiarz i jego rysunki I., Bratysława (wraz z Jozefem Kostką i Rudolfem Pribišem)
- 1983 Wybór z twórczości 1943 – 1983, Bratysława
- 1985 Rzeźby i rysunki, Żylina
- 1986 8 rzeźb, Wiedeń
- 1987 Rzeźby i rysunki, Senica
- 1995 Rzeźby, Klenová
- 1998 Hommage à Rudolf Uher, Bratysława

### Zbiorowe
- 2000 Wspólny mianownik, Galeria Miasta Bratysławy
- 2000 Słowackie sztuki wizualne w XX wieku, Słowacka Galeria Narodowa, Bratysława
- 2000 Axis mundi, Słowacka Galeria Narodowa, Bratysława
- 2001 Słowacka sztuka współczesna, Kunstverein Passau, Pasawa
- 2001 Z kolekcji pierwszej słowackiej grupy inwestycyjnej, Danubiana, Bratysława
- 2002 Nowa sztuka słowacka, WUK - Kunsthalle Exnergasse, Wiedeń
- 2003 Słowacka sztuka współczesna, Gallery art factory, Praga